# Portugal i olympiska sommarspelen 1996
Portugal deltog i de olympiska sommarspelen 1996 med en trupp bestående av tre deltagare, och landet tog två medaljer.

## Medaljer

### Guld
- Fernanda Ribeiro - Friidrott, 10 000 meter

### Brons
- Hugo Rocha och Nuno Barreto - Segling, 470

## Brottning
Bantamvikt, grekisk-romersk stil
- David Maia
  - Omgång 1 — Luis Sarmiento Hernández (CUB) (→ förlorade med 5-0)
  - Omgång 2 — Armando Fernández (MEX) (→ förlorade med 7-3, gick inte vidare)

## Bågskytte
Herrarnas individuella
- Nuno Pombo
  - Rankningsomgång — 650 poäng (→ 35:a)

| Omgång | 1:a halvan | 2:a halvan | Totalt |
| ------ | ---------- | ---------- | ------ |
| Poäng  | 322        | 328        | 650    |
- - Elimineringsrunda — 148 poäng (→ 58.a)
    - Sextondelsfinal — Pawel Szymczak (POL) (→ förlorade med 152-148, gick inte vidare)

## Cykling
Herrarnas linjelopp
- Cândido Barbosa — 5:01:29 (→ 112:a)
- José Azevedo — fullföljde inte
- Nuno Marta — 4:56:49 (→ 78:a)
- Orlando Rodrigues — 4:56:45 (→ 39:a)
- Pedro Lopes — 4:56:45 (→ 48:a)

Damernas linjelopp
- Ana Barros — 2:37:06 (→ 23:a)

## Fotboll
Herrar
Coach: Nelo Vingada
| Nr | Pos. | Namn           | Födelsedatum (ålder)      | Matcher | Mål |               | Klubb                |
| -- | ---- | -------------- | ------------------------- | ------- | --- | ------------- | -------------------- |
| 1  | MV   | Costinha       | 22 september 1973 (22 år) |         |     | Portugal      | Sporting CP          |
| 2  | F    | Kenedy         | 18 februari 1974 (22 år)  |         |     | Portugal      | Benfica              |
| 3  | F    | Rui Bento*     | 14 januari 1972 (24 år)   |         |     | Portugal      | Boavista             |
| 4  | MF   | Peixe          | 16 januari 1973 (23 år)   |         |     | Spanien       | Sevilla              |
| 5  | F    | Beto           | 3 maj 1976 (20 år)        |         |     | Portugal      | Sporting CP          |
| 6  | F    | Andrade        | 30 september 1973 (22 år) |         |     | Portugal      | Estrela Amadora      |
| 7  | MF   | José Dominguez | 16 februari 1974 (22 år)  |         |     | Portugal      | Sporting CP          |
| 8  | A    | Capucho*       | 21 februari 1972 (24 år)  |         |     | Portugal      | Vitória de Guimarães |
| 9  | A    | Paulo Alves*   | 10 december 1969 (26 år)  |         |     | Portugal      | Sporting CP          |
| 10 | MF   | Afonso Martins | 11 april 1973 (23 år)     |         |     | Portugal      | Sporting CP          |
| 11 | F    | Rui Jorge      | 27 mars 1973 (23 år)      |         |     | Portugal      | Porto                |
| 12 | MV   | Nuno           | 25 januari 1974 (22 år)   |         |     | Portugal      | Vitória de Guimarães |
| 13 | MF   | Vidigal        | 15 mars 1973 (23 år)      |         |     | Portugal      | Sporting CP          |
| 14 | MF   | Calado         | 16 februari 1974 (22 år)  |         |     | Portugal      | Benfica              |
| 15 | A    | Nuno Gomes     | 5 juli 1976 (20 år)       |         |     | Portugal      | Boavista             |
| 16 | A    | Porfírio       | 28 september 1973 (22 år) |         |     | Portugal      | Sporting CP          |
| 17 | F    | Litos          | 25 februari 1974 (22 år)  |         |     | Portugal      | Boavista             |
| 18 | A    | Dani           | 2 november 1976 (19 år)   |         |     | Nederländerna | Ajax                 |
| 20 | F    | Nuno Afonso°   | 6 oktober 1974 (21 år)    |         |     | Portugal      | Benfica              |

Gruppspel
|               | Spelade | Vinster | Oavgjorda | Förluster | Gjorda mål | Insläppta mål | Poäng |
| ------------- | ------- | ------- | --------- | --------- | ---------- | ------------- | ----- |
| Argentina U23 | 3       | 1       | 2         | 0         | 5          | 3             | 5     |
| Portugal U23  | 3       | 1       | 2         | 0         | 4          | 2             | 5     |
| USA U23       | 3       | 1       | 1         | 1         | 4          | 4             | 4     |
| Tunisien U23  | 3       | 0       | 1         | 2         | 1          | 5             | 1     |

Slutspel
|  | Kvartsfinal                | Kvartsfinal           |                           |   | Semifinal               | Semifinal               |   |  | Final | Final |
|  |                            |                       |                           |   |                         |                         |   |  |       |       |
|  | 27 juli 1996 - Miami       |                       |                           |   |                         |                         |   |  |       |       |
|  |                            |                       |                           |   |                         |                         |   |  |       |       |
|  | Portugal U23 (förlängning) | 2                     |                           |   |                         |                         |   |  |       |       |
|  | Portugal U23 (förlängning) | 2                     | 30 juli 1996 - Athens     |   |                         |                         |   |  |       |       |
|  | Frankrike U23              | 1                     |                           |   |                         |                         |   |  |       |       |
|  | Frankrike U23              | 1                     | Portugal U23              | 0 |                         |                         |   |  |       |       |
|  | 27 juli 1996 - Birmingham  |                       | Portugal U23              | 0 |                         |                         |   |  |       |       |
|  |                            | Argentina U23         | 2                         |   |                         |                         |   |  |       |       |
|  | Argentina U23              | Argentina U23         | 2                         | 4 |                         |                         |   |  |       |       |
|  | Argentina U23              |                       | 3 augusti 1996 - Athens   | 4 |                         |                         |   |  |       |       |
|  | Spanien U23                | 0                     |                           |   |                         |                         |   |  |       |       |
|  | Spanien U23                | 0                     | Nigeria U23               | 3 |                         |                         |   |  |       |       |
|  | 28 juli 1996 - Birmingham  |                       | Nigeria U23               | 3 |                         |                         |   |  |       |       |
|  |                            | Argentina U23         | 2                         |   |                         |                         |   |  |       |       |
|  | Mexiko U23                 | Argentina U23         | 2                         | 0 |                         |                         |   |  |       |       |
|  | Mexiko U23                 | 31 juli 1996 - Athens |                           | 0 |                         |                         |   |  |       |       |
|  | Nigeria U23                | 2                     |                           |   |                         |                         |   |  |       |       |
|  | Nigeria U23                | 2                     | Nigeria U23 (förlängning) | 4 | Bronsmatch              | Bronsmatch              |   |  |       |       |
|  | 28 juli 1996 - Miami       |                       | Nigeria U23 (förlängning) | 4 | Bronsmatch              | Bronsmatch              |   |  |       |       |
|  |                            | Brasilien U23         | 3                         |   | 2 augusti 1996 - Athens | 2 augusti 1996 - Athens |   |  |       |       |
|  | Brasilien U23              | Brasilien U23         | 3                         | 4 | 2 augusti 1996 - Athens | 2 augusti 1996 - Athens |   |  |       |       |
|  | Brasilien U23              |                       |                           |   |                         | Brasilien U23           | 5 |  |       |       |
|  | Ghana U23                  | 2                     |                           |   |                         | Brasilien U23           | 5 |  |       |       |
|  | Ghana U23                  | 2                     | Portugal U23              | 0 |                         |                         |   |  |       |       |
|  |                            |                       | Portugal U23              | 0 |                         |                         |   |  |       |       |

## Friidrott
Herrarnas 100 meter
- Luís Cunha
  - Omgång 1 (heat 1) — 10,65 (→ 6:a, gick inte vidare)

Herrarnas 800 meter
- António Abrantes
  - Omgång 1 (heat 5) — 1:47,73 (→ 5:a, gick inte vidare)

Herrarnas 1 500 meter
- António Travassos
  - Omgång 1 (heat 3) — 3:42,01 (→ 10:a, gick inte vidare)
- Luís Feiteira
  - Omgång 1 (heat 4) — 3:38,09 (→ 5:e plats, gick vidare som fjärde snabbaste förlorare)
  - Semifinal 1 — 3:40,31 (→ 11:a, gick inte vidare)
- Luís Jesus
  - Omgång 1 (heat 2) — 3:44,65 (→ 7:a, gick inte vidare)

Herrarnas 5 000 meter
- José Ramos
  - Omgång 1 (heat 1) — 14:17,26 (→ 8:e plats)
  - Semifinal 1 — 14:24,81 (→ 15:a, gick inte vidare)
- Luís Jesus
  - Omgång 1 (heat 3) — 14:08.87 (→ 11:e plats, gick vidare som snabbaste 9:a)
  - Semifinal 2 — startade inte

Herrarnas 10 000 meter
- Alfredo Braz
  - Omgång 1 (heat 2) — 28:50,58 (→ 14:a, gick inte vidare)
- Carlos Patrício
  - Omgång 1 (heat 1) — 29:15,41 (→ 15:a, gick inte vidare)
- Paulo Guerra
  - Omgång 1 (heat 2) — fullföljde inte

Herrarnas maraton
- António Pinto — 2:16:41 (→ 14:e plats)
- Domingos Castro — 2:18:03 (→ 25:e plats)
- Manuel Matias — 2:20:58 (→ 46:e plats)

Herrarnas 20 kilometer gång
- José Urbano — 1:25:32 (→ 31:e plats)

Herrarnas 50 kilometer gång
- José Magalhães — 4:27:37 (→ 36:e plats)

Herrarnas 400 meter häck
- Carlos Silva
  - Omgång 1 (heat 2) — 49,09s (→ 3:a, gick inte vidare)

Herrarnas 3 000 meter hinder
- Eduardo Henriques
  - Omgång 1 (heat 1) — 8:35,58 (→ 8:a, gick inte vidare)
- Vitor Almeida
  - Omgång 1 (heat 2) — 8:48,16 (→ 11:a, gick inte vidare)

Herrarnas längdhopp
- Carlos Calado
  - Kvalomgång (Grupp A) — 7,81 (→ 12:a, gick inte vidare)

| 1    | 2    | 3 | Resultat |
| ---- | ---- | - | -------- |
| 7,36 | 7,81 | X | 7,81     |
Herrarnas stavhopp
- Nuno Fernandes
  - Kvalomgång (Grupp A) — 5,60 (→ 10:a, gick inte vidare)

| 5,20 | 5,40 | 5,60 | 5,70 | Result |
| ---- | ---- | ---- | ---- | ------ |
| XO   | O    | XXO  | XXX  | 5,60   |
Herrarnas tresteg
- Carlos Calado
  - Kvalomgång (Grupp A) — 16,65 (→ 10:a, gick inte vidare)

| 1     | 2     | 3 | Resultat |
| ----- | ----- | - | -------- |
| 16,43 | 16,65 | X | 16,65    |
Damernas 100 meter
- Lucrécia Jardim
  - Omgång 1 (heat 6) — 11,32 (→ 3:e plats)
  - Omgång 2 (heat 2) — 11,37 (→ 4:e plats)
  - Semifinal 2 — 11,32 (→ 8th, did not advance)

Damernas 200 meter
- Lucrécia Jardim
  - Omgång 1 (heat 2) — 22,95 (→ 3:e plats)
  - Omgång 2 (heat 3) — 22,98 (→ 5:e plats, gick inte vidare)

Damernas 800 meter
- Eduarda Coelho
  - Omgång 1 (heat 2) — 2:03,22 (→ 5:e plats, gick inte vidare)

Damernas 1 500 meter
- Carla Sacramento
  - Omgång 1 (heat 2) — 4:13,57 (→ 3:e plats)
  - Semifinal 2 — 4:06,70 (→ 5:e plats)
  - Final — 4:03,91 (→ 6:e plats)

Damernas 5 000 meter
- Ana Dias
  - Omgång 1 (heat 2) — 15:57,35 (→ 11:e plats, gick inte vidare)

Damernas 10 000 meter
- Conceição Ferreira
  - Omgång 1 (heat 1) — 33:40,76 (→ 14:e plats, gick inte vidare)
- Fernanda Ribeiro
  - Omgång 1 (heat 2) — 31:36,32 (→ 3:e plats)
  - Final — 31:01.63 OR (→  Guld

Damernas maraton
- Manuela Machado — 2:31:11 (→ 7:e plats)
- Albertina Dias — 2:26:39 (→ 27:e plats)
- Albertina Machado — 2:43:44 → (47:e plats)

Damernas 10 kilometer gång
- Susana Feitor — 44:24 (→ 13:e plats)

Damernas diskuskastning
- Teresa Machado
  - Kvalomgång (Group A) — 62.02 (→ 5:a)

| 1     | 2     | 3 | Result |
| ----- | ----- | - | ------ |
| 59.14 | 62.02 |   | 62.02  |
- - Final — 61,38 (→ 10:a)

| 1     | 2     | 3     | Resultat |
| ----- | ----- | ----- | -------- |
| 61,38 | 60,48 | 60,02 | 61,38    |
Damernas kulstötning
- Teresa Machado
  - Kvalomgång (Grupp A) — 15,91 (→ 12:a, gick inte vidare)

| 1     | 2     | 3     | Resultat |
| ----- | ----- | ----- | -------- |
| 15,91 | 15,62 | 15,60 | 15,91    |

## Fäktning
Herrarnas värja
- Nuno Frazão
  - Omgång A — Vitally Zakharov (BLR) (→ förlorade mot 15-11, gick inte vidare)

## Gymnastik
Damernas individuella mångkamp
- Diana Teixeira — 72.609 poäng (→ 66:a)

| Gren               | Damernas bom  | !Damernas hopp | Damernas barr | Damernas fristående | Totalt |
| ------------------ | ------------- | -------------- | ------------- | ------------------- | ------ |
| Ia                 | 8.812         | 9.425          | 9.112         | 9.187               | 36.536 |
| Ib                 | 8.437         | 9.337          | 9.437         | 8.862               | 36.073 |
| Totalt (Placering) | 17.249 (81:a) | 18.762 (55:a)  | 18.549 (66:a) | 18.049 (86:a)       | 72.609 |

## Judo
Herrarnas extra lättvikt
- Pedro Caravana

Pool A
- - Omgång 1 — Ewan Beaton (CAN) (→ vann med waza-ari)
  - Omgång 2 — Nigel Donohue (GBR) (→ förlorade med ippon)

Herrarnas halv lättvikt
- Michel Almeida

Pool A
- - Omgång 1 — Jose Perez (PUR) (→ vann med ippon)
  - Omgång 2 — Francesco Giorgi (ITA) (→ vann med koka)
  - Omgång 3 — Taro Tan (CAN) (→ vann med yuko)
  - Kvartsfinal — Udo Quellmalz (GER) (→ förlorade med ippon)

Återkval A
- - Omgång 1 — Bye
  - Omgång 2 — Bye
  - Omgång 3 — Israel Hernández Plana (CUB) (→ lost med ippon, did not advance)

Herrarnas lättvikt
- Guilherme Bentes

Pool A
- - Omgång 1 — Bye
  - Omgång 2 — Loris Mularoni (SMR) (→ vann med ippon)
  - Omgång 3 — Vladimeri Dgebuadze (GEO) (→ förlorade med yusei-gachi, gick inte vidare)

Herrarnas halv tungvikt
- Pedro Soares

Pool A
- - Omgång 1 — Bye
  - Omgång 2 — Detlef Knorrek (GER) (→ vann med ippon)
  - Omgång 3 — A. Sanchez Armentero (CUB) (→ vann med ippon)
  - Kvartsfinal — Pawel Nastula (POL) (→ förlorade med ippon)

Återkval A
- - Omgång 1 — Bye
  - Omgång 2 — Bye
  - Omgång 3 — Antal Kovács (HUN) (→ förlorade med shido, gick inte vidare)

Damernas lättvikt
- Filipa Cavalleri

Pool B
- - Omgång 1 — Bye
  - Omgång 2 — Ai-Chun Huang (TPE) (→ förlorade med yusei-gachi)

## Kanotsport
Sprint
Herrarnas C-1 1000 m
- Silvestre Pereira
  - Omgång 1 (heat 2) — 4:42,72 (→ 8:e plats)
  - Semifinal 2 — 4:31,20 (→ 7:e plats, gick inte vidare)

Herrarnas C-1 500 m
- Silvestre Pereira
  - Omgång 1 (heat 2) — 2:01,58 (→ 7:e plats)
  - Semifinal 1 — 1:57,95 (→ 7:e plats, gick inte vidare)

Herrarnas K-1 500 m
- José Garcia
  - Omgång 1 (heat 2) — 1:52,76 (→ 8:e plats)
  - Återkval 2 — 1:56,10 (→ 9:e plats, gick inte vidare)

Herrarnas K-1 1000 m
- José Garcia
  - Omgång 1 (heat 1) — 3:56,06 (→ 4:e plats)
  - Återkval 2 — 4:05,68 (→ 3:e plats)
  - Semifinal 1 — 3:48,86 (→ 8:e plats, gick inte vidare)

Herrarnas K-2 500 m
- Joaquim Queirós och Rui Fernandes
  - Omgång 1 (heat 1) — 1:33,86 (→ 5:e plats)
  - Återkval 2 — 1:37,50 (→ 3:e plats)
  - Semifinal 2 — 1:31,56 (→ 6:e plats)

Herrarnas K-2 1000 m
- Joaquim Queirós och Rui Fernandes
  - Omgång 1 (heat 1) — 3:59,39 (→ 9:e plats)
  - Återkval 2 — 3:36,49 (→ 5:e plats)
  - Semifinal 2 — 3:22,27 (→ 6:e plats, gick inte vidare)

Slalom
Herrarnas K-1 slalom
- Aníbal Fernandes — 158,72 (→ 30:e plats)

| Åk 1    | Åk 1   | Åk 1   | Åk 2    | Åk 2   | Åk 2   | Resultat |
| Tid (s) | Straff | Totalt | Tid (s) | Straff | Totalt | Resultat |
| ------- | ------ | ------ | ------- | ------ | ------ | -------- |
| 158,72  | 0,00   | 158,72 | 160,00  | 10,00  | 170,00 | 158,72   |
Damernas K-1 slalom
- Florence Ferreira Fernandes — 208,20 (→ 22:a plats)

| Åk 1    | Åk 1   | Åk 1   | Åk 2    | Åk 2   | Åk 2   | Resultat |
| Tid (s) | Straff | Totalt | Tid (s) | Straff | Totalt | Resultat |
| ------- | ------ | ------ | ------- | ------ | ------ | -------- |
| 192,19  | 20,00  | 212,19 | 203,20  | 5,00   | 208,20 | 208,20   |

## Modern femkamp
Herrar
- Manuel Barroso — 5246 poäng (→ 19:e plats)

| Delmoment         | Fäktning   | Fäktning   | Fäktning   | Simning     | Simning     | Skytte     | Skytte     | Löpning    | Löpning    | Ridning    | Ridning    | Totalt      |
| Delmoment         | Vinster    | Förluster  | Straff     | Tid         | Straff      | Träffar    | Straff     | Tid        | Straff     | Tid        | Straff     | Totalt      |
| ----------------- | ---------- | ---------- | ---------- | ----------- | ----------- | ---------- | ---------- | ---------- | ---------- | ---------- | ---------- | ----------- |
| Delmoment         | 11         | 20         | 0          | 3:23,35     | 0           | 171        | 0          | 12:45,69   | 0          | 75,07      | 30         | Totalt      |
| Poäng (Placering) | 670 (28:e) | 670 (28:e) | 670 (28:e) | 1248 (19:e) | 1248 (19:e) | 988 (24:e) | 988 (24:e) | 1270 (7:e) | 1270 (7:e) | 1070 (5:e) | 1070 (5:e) | 5246 (19:e) |

## Ridsport
Individuell hoppning
- António Vozone
  - Kval — 13,75 straffpoäng (→ 69:e plats)

| Tid    | Straff | Straff | Straff | Placering  |
| Tid    | Hinder | Tid    | Totalt | Placering  |
| ------ | ------ | ------ | ------ | ---------- |
| 111,50 | 12     | 1,75   | 13,75  | 69:e plats |
- Miguel Leal
  - Kval — 12.00 straffpoäng (→ 59:e plats)

| Tid    | Straff | Straff | Straff | Placering  |
| Tid    | Hinder | Tid    | Totalt | Placering  |
| ------ | ------ | ------ | ------ | ---------- |
| 102,37 | 12     | 0,00   | 12,00  | 59:e plats |

## Rodd
Herrarnas lättvikts-fyra utan styrman
- Henrique Baixinho, João Fernandes, Manuel Fernandes och Samuel Aguiar
  - Omgång 1 (heat 2) — 7:37,13 (→ 6:e)
  - Återkval 3 — 6:15,82 (→ 5:e)
  - Final C — 6:27,07 (→ 3:e, 15:e totalt)

## Segling

### Herrarnas grenar
Herrarnas finnjolle
- Vasco Batista — 129 poäng (→ 22:a)

| Lopp      | 1    | 2    | 3    | 4    | 5    | 6   | 7    | 8    | 9    | 10  | Totalt | Netto |
| --------- | ---- | ---- | ---- | ---- | ---- | --- | ---- | ---- | ---- | --- | ------ | ----- |
| Placering | 16:e | 23rd | 23rd | 22:e | 26:e | 7:e | 22:e | 14:e | 16:e | 9:e | Totalt | Netto |
| Poäng     | 16   | 23   | 23   | 22   | 26   | 7   | 22   | 14   | 16   | 9   | 178    | 129   |
Herrarnas mistral
- João Rodrigues — 42 poäng (→ 7:e)

| Lopp      | 1    | 2   | 3   | 4   | 5   | 6   | 7   | 8    | 9   | Totalt | Netto |
| --------- | ---- | --- | --- | --- | --- | --- | --- | ---- | --- | ------ | ----- |
| Placering | 14:e | 8:e | 9:e | 5:e | 2:e | 4:e | 6:e | 12:e | 8:e | Totalt | Netto |
| Poäng     | 14   | 8   | 9   | 5   | 2   | 4   | 6   | 12   | 8   | 68     | 42    |
Herrarnas 470
- Hugo Rocha (skipper) och Nuno Barreto — 62 poäng (→  Brons)

| Lopp      | 1   | 2    | 3    | 4   | 5   | 6   | 7   | 8   | 9   | 10   | 11   | Totalt | Netto |
| --------- | --- | ---- | ---- | --- | --- | --- | --- | --- | --- | ---- | ---- | ------ | ----- |
| Placering | 5:e | 10:e | 17:e | 7:e | 4:e | 8:e | 9:e | 5:e | 2:e | 12:e | 15:e | Totalt | Netto |
| Poäng     | 5   | 10   | 17   | 7   | 4   | 8   | 9   | 5   | 2   | 12   | 15   | 94     | 62    |

### Damernas grenar
Herrarnas europajolle
- Joana Pratas — 209 poäng (→ 25:e)

| Lopp      | 1    | 2    | 3    | 4    | 5    | 6    | 7    | 8    | 9    | 10   | 11   | Totalt | Netto |
| --------- | ---- | ---- | ---- | ---- | ---- | ---- | ---- | ---- | ---- | ---- | ---- | ------ | ----- |
| Placering | 25:e | 24:e | 23rd | 27:e | 25:e | 23rd | 16:e | 24:e | 24:e | 25:e | 26:e | Totalt | Netto |
| Poäng     | 25   | 24   | 23   | 27   | 25   | 23   | 16   | 24   | 24   | 25   | 26   | 262    | 209   |
Herrarnas mistral
- Catarina Fagundes — 133 poäng (→ 21:e)

| Lopp      | 1           | 2    | 3    | 4    | 5    | 6    | 7    | 8    | 9    | Totalt | Netto |
| --------- | ----------- | ---- | ---- | ---- | ---- | ---- | ---- | ---- | ---- | ------ | ----- |
| Placering | False start | 16:e | 19:e | 21st | 15:e | 23rd | 23rd | 19:e | 20:e | Totalt | Netto |
| Poäng     | 28          | 16   | 19   | 21   | 15   | 23   | 23   | 19   | 20   | 184    | 133   |

### Öppna grenar
Laser
- Vasco Serpa — 74 Poäng (→ 7:e)

| Lopp      | 1   | 2   | 3    | 4        | 5   | 6   | 7    | 8    | 9    | 10   | 11  | Totalt | Netto |
| --------- | --- | --- | ---- | -------- | --- | --- | ---- | ---- | ---- | ---- | --- | ------ | ----- |
| Placering | 8:e | 3rd | 10:e | Felstart | 3rd | 9:e | 11:e | 11:e | 12:e | 16:e | 7:e | Totalt | Netto |
| Poäng     | 8   | 3   | 10   | 57       | 3   | 9   | 11   | 11   | 12   | 16   | 7   | 147    | 74    |
Starbåt
- Diogo Cayolla och Raul Costa — 129 poäng (→ 21:e)

| Lopp      | 1    | 2    | 3    | 4    | 5    | 6    | 7    | 8    | 9    | 10   | Totalt | Netto |
| --------- | ---- | ---- | ---- | ---- | ---- | ---- | ---- | ---- | ---- | ---- | ------ | ----- |
| Placering | 19:e | 15:e | 16:e | 15:e | 18:e | 14:e | 20:e | 18:e | 21st | 14:e | Totalt | Netto |
| Poäng     | 19   | 15   | 16   | 15   | 18   | 14   | 20   | 18   | 21   | 14   | 170    | 129   |

## Tennis
Herrdubbel
- Bernardo Mota och Emanuel Couto
  - Omgång 1 — Mark Knowles och Roger Smith (BAH) (→ förlorade med 7-6, 7-6 – gick inte vidare)